# Zeitgeist: Addendum
Zeitgeist: Addendum é um documentário dirigido por Peter Joseph que foi lançado no ano de 2008, e uma sequencia do filme de 2007, Zeitgeist, o Filme. Zeitgeist: Addendum é em si seguido pelo filme de 2011, Zeitgeist: Moving Forward.
O filme aborda várias questões: o Sistema de Reserva Federal dos Estados Unidos (como emissor de moeda), a CIA (agência de inteligência a serviço do governo), as corporações (mundo empresarial), governos e outras instituições financeiras, e mesmo religiões, concluindo que todas essas instituições são corruptas e nocivas para a humanidade porque a sociedade é baseada em uma economia de escassez com base no uso do dinheiro, que deve ser substituído eventualmente. No final, o filme propõe a utilização da tecnologia como uma outra solução, embora algumas pessoas acreditem que a alternativa apresentada seja um modelo de como o do Projeto Vênus.
Segundo seu diretor, Peter Joseph, o filme "tenta localizar as causas da atual corrupção social dominante, ao tentar oferecer uma solução." Ao finalizar, Addendum salienta a necessidade de sistemas de crenças que adotam as idéias de emergência e interdependência. O filme descreve as medidas concretas que podem ser tomadas para enfraquecer o sistema monetário, e sugere ações para a "transformação social", que incluem o boicote:
- de bancos que compõem o Sistema de Reserva Federal;
- da grande mídia (que representam apenas a realidade que as grandes corporações estão interessadas);
- do exército, (que também representam os interesses das corporações e governos, e não de seu povo);
- e das companhias energéticas (que, por meio da venda e fornecimento tentam controlar a nossa capacidade aquisitiva evitando, assim, nossa liberdade privada).

Também é sugerido que a sociedade deve rejeitar a instituição política, que tornou-se obsoleta, bem como sendo completamente desnecessária, uma vez que a resolução dos problemas não é política, mas técnica e científica.
Zeitgeist: Addendum estreou no quinto Artivist Film Festival & Awards (Festival de Filmes sobre Ativismo Artístico), em Los Angeles, Califórnia, em 2 de outubro de 2008, e tornou-se público na internet em 4 de outubro daquele ano.

## Sinopse
O filme começa e termina com trechos de um discurso de Jiddu Krishnamurti. O restante do filme é narrado por Peter Joseph e dividido em quatro partes , cada uma precedida de uma citação no ecrã de um estudioso notável: Krishnamurti, John Adams, Bernard Lietaer, e Thomas Paine, respectivamente.
A primeira parte trata do funcionamento do sistema monetário norte-americano, citando um manual produzido para a estruturação do Federal Bank, intitulado `Modern Money Mechanics`. É explicada toda a lógica de funcionamento do sistema monetário americano, considerando a aplicação de juros, a criação do Greenback, a falta de lastro, as relações de empréstimo e o controle político por trás deste sistema.
A segunda parte trata do chamado ´assassinato econômico´, um grande sistema de controle neoliberal que é desenvolvido por grandes grupos econômicos mundiais centralizado nos Estados Unidos, através de políticas intervencionistas (muita vezes mediados por BIRD e ONU) e a ação de "chacais" (agentes contratados para corromper governos locais) sobre países financeiramente dependentes após a Segunda Guerra Mundial e a Bretton Woods. Há um depoimento de um ex-agente chamado John Perkins, o qual afirma que participou de algumas destas empreitadas no Equador, Panamá e outros. O filme sugere o termo ´Corpotocracy` para este movimento. A Al Qaeda é citada como uma organização fictícia, assim como o uso do termo "terrorista" para denominar qualquer pessoa que potencialmente ameace os interesses deste mesmo sistema.
A terceira parte menciona o trabalho de um projeto intitulado ´Venus Project´, conduzido pelo designer e arquiteto Jacque Fresco (contemporâneo de Buckminster Fuller), pregando a eliminação de instituições sociais básicas como a religião, a política, o sistema monetário, e defendendo a tecnologia como caminho de desenvolvimento humano. Nesse sentido, há talvez abordagens utópicas e positivistas. Fresco apresenta uma série de desenhos e maquetes para explicar algumas de suas idéias; soluções como a produção de energia geotérmica, eólica e outras, são citadas como alternativas há muito viáveis para substituir completamente o uso de combustíveis fósseis.
A quarta parte, retoma as partes anteriores, sugerindo algumas ações a serem tomadas e explica um pouco da chamada ´revolução pela consciência´.